# Patrick Kiingi
Patrick Kiingi (19??) è un ex mezzofondista keniota.

## Palmarès
| Anno | Manifestazione          | Sede         | Evento        | Risultato | Prestazione | Note |
| ---- | ----------------------- | ------------ | ------------- | --------- | ----------- | ---- |
| 1973 | Universiadi             | Mosca        | 10000 m piani | Bronzo    | 28'50"80    |      |
| 1974 | Giochi del Commonwealth | Christchurch | Maratona      | dnf       | dnf         |      |